# Das Buch Esther (Film)
Das Buch Esther ist eine zur Zeit der biblischen Antike spielender, zweistündiger, monumentaler, deutscher Historienstummfilm aus dem Jahre 1919 mit zum Teil stark philosemitischer Botschaft. Unter der Regie von Uwe Jens Krafft und Ernst Reicher spielt das damalige Ehepaar Reicher und Stella Harf die Hauptrollen.

## Handlung
An einem Königshof zur Zeit des Alten Testaments. König Ahasver regiert über das Land. Königin Vasthi plant gemeinsam mit dem Feldhauptmann Haman ein Komplott gegen die Juden ihres Landes. Ihr Anführer Mordechai weigert sich, sich Haman gegenüber zu unterwerfen und das Haupt zu beugen. Beide wollen den König dazu überreden, anzuordnen, dass alle Juden im Land ein und denselben Gott des Königs anbeten, während Haman zugleich mit der Königin plant, sich selbst zum König auszurufen. Die Juden-Proklamation wird ausgerufen, und die Juden beschließen, dem König eine junge Jungfrau zu beschaffen, um sich beim Monarchen einzuschmeicheln. Die schöne Esther wird auserwählt, des Königs neue Favoritin zu werden, und Mordechai behält als Wächter und Vormund die Kontrolle über sein Mündel. Sie alle hoffen, dass Esther ihren Einfluss beim König gelten machen kann, um sie, die Juden im Land, zu retten.
Als es an der Zeit ist, dem König alle jungen Mädchen vorzustellen, versucht Vasthi zu verhindern, dass Esther aufgrund ihrer Schönheit von ihrem Gatten in Augenschein genommen wird. Der König missbilligt die Entscheidungen, und so wird Esther ihm vorgestellt. König Ahasver lässt sich von ihr betören. Er verstößt Vasthi, erwählt Esther zur neuen Königin und gibt ihr zu Ehren ein prachtvolles Bankett. Da Haman und Vasthi sich nunmehr ausgebootet fühlen, planen sie die Ermordung des Königs während dieser schläft. Vasti stellt ihm zu Ehren ein Bankett auf die Beine und lädt neben dem König auch Haman ein. Wein und tanzende Mädchen bestimmen dieses Gelage. Aber der König erfährt von der anstehenden Verschwörung, ihn zu töten und befiehlt die Gefangennahme von Haman. Dem gelingt vorerst die Flucht. Die Königin bittet um Vergebung, und der König ruft Mordechai auf, eine Proklamation herauszugeben, mit der Juden von ihrer Verfolgung befreit werden. Haman wird gefangen genommen und im Namen des Volks exekutiert. Ex-Königin Vasthi folgt ihm in den Tod.

## Produktionsnotizen
Das Buch Esther, Reichers teuerster und ambitioniertester Film seiner gesamten Karriere, entstand in der zweiten Jahreshälfte 1918, zum Ende des Ersten Weltkriegs. Der Film passierte am 1. April 1919 die Zensur und wurde am 22. Mai 1919 in Berlins Marmorhaus uraufgeführt. Der Film besaß sechs Akte, verteilt auf 2174 Meter (nach der Zensurneuvorlage 1924 nur noch 1788 Meter), und wurde für die Jugend freigegeben.
Der Film besaß 75 Zwischentitel. Manfred Noa entwarf die Filmbauten, die mannigfaltigen Kostüme wurden aus dem Fundus des Opernhauses entliehen (Oper Sardanapulus).
Sänger Michael Bohnen gab hier seinen Einstand vor der Kamera. Für die Schauspielerin Elfriede Heisler war Das Buch Esther der letzte Film. Sie beendete ihr Leben im Februar 1919 mit einer Überdosis Veronal.

## Rezeption
Diese Produktion fand seinerzeit mannigfaltigen Widerhall in den entsprechenden Fachpublikationen. Artikel zu Das Buch Esther standen unter anderem in:
- Filmwelt Nr. 5, 7, 8 und 21/22, 1919
- Der Film Nr. 4 und 22, 1919
- Der Kinematograph Nr. 630 und 649, 1919
- Kinema/Zürich Nr. 8, 1919
- Das lebende Bild Nr. 22, 1920
- Das lebende Bild Nr. 30, 1920